# Nipponnemertes bimaculata
Nipponnemertes bimaculata är en djurart som tillhör fylumet slemmaskar, och som först beskrevs av Ernest F. Coe 1901.  Nipponnemertes bimaculata ingår i släktet Nipponnemertes och familjen Cratenemertidae. Inga underarter finns listade i Catalogue of Life.